# Brevet de technicien supérieur - Bâtiment
 (mai 2010).
Si vous disposez d'ouvrages ou d'articles de référence ou si vous connaissez des sites web de qualité traitant du thème abordé ici, merci de compléter l'article en donnant les références utiles à sa vérifiabilité et en les liant à la section « Notes et références ».
Le BTS bâtiment est un cursus se déroulant sur deux ans dans différents types d'établissements : les lycées français (les plus nombreux pour ce cursus), les écoles privées ou les centres de formation professionnels.  C'est une filières de BTS.
Il vise à former des techniciens supérieurs du bâtiment. Le diplôme obtenu en fin de cursus est reconnu par l'État.

## Provenance des étudiants
Le BTS Bâtiment s'adresse principalement aux titulaires d'un :
- Bac S
- Bac STI
- Bac Pro Bâtiment

## Emplois concernés
Les emplois envisageables pour les titulaires d'un BTS sont :
- chef de chantier
- conducteur de travaux
- maçon